# Чолпон-Ата
Чолпо́н-Ата́ (кирг. Чолпон-Ата [tʃol'pon ɑˈtɑ]) — город в Иссык-Кульской области Кыргызстана, административный центр Иссык-Кульского района, город-курорт. Население — 26 600 человек (2025 год).

## Туризм
Посещаемость Чолпон-Аты во время лета, считая туристов, около 40.000 машин за 2022 год. По данным экспертов около 400.000 человек, это не считая 14-тысячное население города, также посещается соседний курортный-городок Бостери. Также город прославился тем что тут прошла «IV консультативная встреча глав государств ЦА» в котором был подписан договор между Узбекистаном, Кыргызстаном и Казахстаном об обязательстве оказывать помощь при угрозе независимости, суверенитету и территориальной целостности одной из стран участниц.

## История
Через древнее поселение проходил один из маршрутов Великого Шёлкового Пути. Наименование Чолпон-Ата является составным от киргизских слов «Чолпон» (Утренняя звезда Венера) и «ата» (отец).
Об этимологии данного топонима существует несколько преданий. По другой версии «Чолпон-Ата» — это искажение имени легендарного святого Чопан-Ата, покровителя овец (отсюда слово «чабан»).
В 2023 году город был увеличен, в состав города вошёл Бостеринский аильный округ.

## География
Город расположен в центральной части северного побережья озера Иссык-Куль, в 208 км (265 км по автодороге) на восток от столицы республики — города Бишкек, в 109 км (145 км по автодороге) западнее областного центра — города Каракол. Город знаменит своими песчаными пляжами и прозрачными водами озера.

## Климат
Климат умеренно-морской, с мягкой зимой и прохладным летом.
Преобладающая температура воздуха днём в летние месяцы +20°/+23°, в отдельные дни воздух прогревается до +25°/+28°. Довольно часто наблюдаются грозы (в июне и июле — по 9-10 дней в месяц, в среднем за год — 46 дней, в отдельные годы — до 66 дней). За лето в среднем бывает 3 дня с градом. Иногда бывает пыльная буря (при шквале) — 3 дня за год.
Абсолютный максимум температуры воздуха +31° (август 1984), абсолютный минимум −21° (декабрь 2001).
Ветер преобладает осенью и зимой — северный, весной и летом — юго-восточный и южный. Большая повторяемость штилей круглый год (25-27 %).
Иногда бывает сильный ветер (порывы 15 м/с и более): 18 дней в году, зимой — по 1 дню в месяц, весной и осенью — по 1,5, летом — по 2.
Максимум осадков выпадает летом: по 30-40 мм в месяц. Осенью и весной — 15-20 мм в месяц, зимой — 8-10 мм. За год — 258—272 мм.
Снежный покров неустойчивый, образуется в последних числах ноября и сходит в середине марта. Средняя высота его незначительна (2-3 см в январе и феврале). В отдельные годы высота снежного покрова достигает 25-30 см, очень редко — 45-50 см.
Туман — очень редкое явление (1 раз в 2 года). Лишь в отдельные годы бывает до 5-6 дней.
| Показатель                    | Янв. | Фев. | Март | Апр. | Май | Июнь | Июль | Авг. | Сен. | Окт. | Нояб. | Дек. | Год |
| ----------------------------- | ---- | ---- | ---- | ---- | --- | ---- | ---- | ---- | ---- | ---- | ----- | ---- | --- |
| Средний суточный максимум, °C | 0    | 0    | 4    | 11   | 14  | 20   | 22   | 22   | 17   | 12   | 4     | 0    |     |
| Средний суточный минимум, °C  | −6   | −6   | 0    | 4    | 8   | 11   | 13   | 13   | 9    | 4    | 0     | −3   |     |
| Норма осадков, мм             | 10   | 8    | 18   | 19   | 28  | 32   | 37   | 40   | 26   | 18   | 14    | 8    | 272 |
| Температура воды, °C          | 4    | 4    | 5    | 8    | 12  | 16   | 19   | 20   | 18   | 14   | 10    | 7    |     |

## Население
| 1970 | 1979  | 1989  | 1999  | 2003    |
| ---- | ----- | ----- | ----- | ------- |
| 5239 | ↗8170 | ↗9669 | ↘8851 | ↗11 520 |

## Туризм
В Чолпон-Ате проживает 12,5 тыс. человек; в летние месяцы население города значительно увеличивается за счёт притока туристов, приезжающих на Иссык-Куль из других областей Кыргызстана, а также из Казахстана, России. В 2010-е годы увеличивается число отдыхающих из России — в основном за счёт туристов из Сибири.
К услугам отдыхающих в городе действует множество гостиниц, пансионатов и домов отдыха, большинство которых сохранились ещё с советских времён. Остановиться можно и в новых частных пансионатах, а также в частном секторе, где сдача комнат, квартир или домов является обычной практикой в курортный сезон. Вместе с тем, инфраструктура города, в особенности туристическая, слабо развита и требует значительных инвестиций.

## Образование и культура
В Чолпон-Ате находятся два дошкольных учреждения, в которых воспитываются 220 детей, и две общеобразовательные школы: лицей имени А. И. Абдуразакова и гимназия имени А. Осмонова. В 2002 году также была открыта «SOS-Kinderdorf — Детская деревня имени Германа Гмайнера» для детей-сирот. Кроме того, в городе функционируют и другие образовательные центры.
В городе работают три библиотеки, кинотеатр, историко-краеведческий музей, под патронажем которого также действует музей под открытым небом — богатое скопление древних петроглифов, и частный музейный комплекс этнографического характера «Рух-Ордо» (в переводе — «Центр духовности»).
Чолпон-Ата неоднократно принимала Иссык-Кульские спортивные игры.

## Достопримечательности

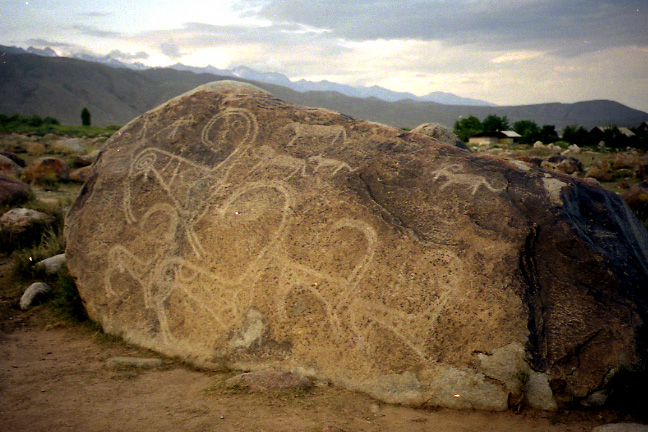
Петроглифы в окрестностях Чолпон-Аты

Главными достопримечательностями города являются озеро Иссык-Куль и горные хребты Ала-Тоо.
В Чолпон-Ате с 1979 года действует Иссык-Кульский государственный историко-культурный музей-заповедник. Экспозиция музея представлена коллекциями, посвящёнными истории края от древности до начала XX в, панораме культуры кочевников, эпосу Манас — вершине устного творчества киргизского народа, выдающимся деятелям искусства и культуры Прииссыккулья.
В окрестностях Чолпон-Аты туристам представлена возможность посещения ущелий Чон-Кой-Суу и Чолпон-Ата, где можно увидеть петроглифы и курганные могильники.